# Forfølgelse af Jehovas Vidner
Forfølgelse af Jehovas Vidner er et kapitel, som hidtil er meget lidt beskrevet. Vidnernes tro, doktriner, levemåde og holdninger til andre religiøse grupper og regeringen førte til modstand fra lokale myndigheder, samfund og religiøse grupper siden dens oprettelse i 1884.
Jehovas Vidner blev erklæret som en sekt og deres lære som kætteri.

## Baggrund
Charles Taze Russell grundlagde en organiseret Bibelstudie-bevægelse The International Bible Student Association (IBSA) og stiftede Vagttårnets Bibel- og Traktatselskab (Engelsk: "Watch Tower Bible and Tract Society") den 16. februar 1881 og i 1884 blev han den første præsident for selskabet, efter selskabet officielt blev registreret. Deres mål var at finde sandheden og forkynde den.
Vidnerne anklagede regeringer for magtmisbrug, religioner for at være falske og for at være djævelens værktøj.
Jehovas Vidner er politisk neutrale, og det har været årsag til fængsling af medlemmer, der nægtede militærtjeneste, at stemme på et politisk parti eller at synge nationalsang og hilse nationalsymboler. Desuden holder de sig fra religiøse mærkedage som jul, påske, pinse og bruger ikke symboler i deres tilbedelse.
Jehovas Vidner forkynder fra dør til dør. Deres bøger og blade har ofte anklaget andre religioners lære som treenigheden og helvede for at være falsk lære.
I 1917 og 1918 blev det forkyndt i Den fuldbyrdede Hemmelighed (engelsk: The Finished ministry).
Bogen indeholdt meget skarpe bemærkninger om kristne præster, som gjorde dem så vrede, at de opfordrede regeringen til at forbyde bibelstudenternes publikationer. Resultatet blev at 'Den fuldbyrdede Hemmelighed' blev forbudt i Canada i begyndelsen af 1918 og senere også i USA.
Den 7. maj 1918 udstedte den amerikanske forbundsdomstol en arrestordre mod Vidnernes anden præsident, Joseph Franklin Rutherford, og flere af hans nære medarbejdere. De blev arresteret og sat i forbundsfængslet i Atlanta i Georgia. Flere bibelstudenter blev tortureret og sat i fængsel. Politisk og religiøst fjendskab mod Jehovas Vidner har ført til mishandling af dem og undertrykkelse i forskellige lande som Bulgarien, Canada, Cuba, Rusland, Singapore, USA og ikke mindst Nazi-Tyskland. Religionens doktrin om politisk neutralitet har ført til fængsling af medlemmer, der nægtede værnepligten (for eksempel i Storbritannien under Anden Verdenskrig og senere af værnepligt).
Under verdenskrigene blev Jehovas Vidner også anklaget for deres afvisning af militærtjeneste i Canada, Storbritannien, USA og mange andre lande eller for at nægte at støtte krigen. I Canada var Jehovas Vidner interneret i lejre for politiske dissidenter og borgere af japansk eller kinesisk afstamning. Jehovas Vidners aktiviteter har været forbudt i Sovjetunionen og i Spanien blandt andet på grund af deres nægtelse af militærtjeneste. Deres religiøse aktiviteter er forbudt eller begrænset i visse lande som Singapore, Kina, Vietnam og mange islamiske stater.
Hitler forfulgte jøder, kommunister, socialdemokrater, homoseksuelle, sigøjnere – og Jehovas Vidner. Bibelförscher, som vidnerne hed, blev arresteret, deres børn blev fjernet og sat i børneinstitutioner, og hvis vidnerne ikke fornægtede deres tro, blev de sendt i koncentrationslejr og i værste tilfalde henrettet.
Jehovas Vidner forkynder, at det er ubibelsk at ryge, at modtage blodtransfusion, at fejre jul, fødselsdage eller nationaldage, eller at afgive sin stemme ved valg. Disse punkter har ofte ledt til at folk er imod Jehovas Vidner. Kristelige samfund opfordrer til ikke at tale med Jehovas Vidner.
Nogle regeringer anerkender dem ikke som religion eller forbyder dem helt. Ekstremister, præster og forskellige myndigheder har ved vold prøvet at komme af med Jehovas Vidner. Nogle tilfælde har haft interesse for menneskerettighedsorganisationer:

## Eksempler

### Benin
I løbet af Mathieu Kerekous første præsidentskab fra 1972 til 1991 blev Jehovas Vidners aktiviteter forbudt og medlemmerne blev tvunget til at gennemgå et afmystificerings uddannelse.

### Bulgarien
I Bulgarien har Jehovas Vidner været mål for vold for højreorienterede nationalistiske grupper som Bulgarian National Movement som har erklæret Jehovas Vidner som et farligt sekt. Den 17. april 2011 angreb 60 hætteklædte mænd med BMPO flag en menighed, der lige var forsamlet i en rigssal i Burgas til deres årlige Mindehøjtiden om Jesu Kristi død. De kastede med sten, sparkede fordøren ind, beskadigede møbler, og mindst fem Jehovas Vidner blev alvorligt såret og måtte på hospitalet. En lokal TV-station optog det hele. Jehovas Vidner i Bulgarien har været udsat for bøder for at missionere uden ordentlig statslig tilladelse, og nogle kommuner har en lovgivning, der forbyder eller begrænser deres ret til at prædike. 

### Frankrig
Jehovas Vidner i Frankrig har gennem adskillige år været udsat for angreb fra forskellige politikere og antisektgrupper. Den øverste franske forvaltningsdomstol bekræftede 23. juni 2000 , at Jehovas Vidners gudsdyrkelse er helt i overensstemmelse med den franske lovgivning, og at deres rigssale er berettiget til den samme skattefritagelse som andre trossamfund nyder gavn af. Imidlertid ignorerede Frankrigs skattevæsenet denne afgørelse og krævede 60 procent skat på de bidrag, der var givet til selskabet og deres menigheder.   Den 30.juni 2011, den European Court of Human Rights afgjorde at Frankrigs handlinger (at kræve 58 million euro i skat) var en overtrædelse af friheden af trosret.
Jehovas Vidners ejendomme bliver ofte vandaliseret. Desuden er Jehovas Vider blevet målgruppen for regeringen. Hvis der ikke kommer nogen modstand, så vil forfølgelsen udvides til andre religiøse grupper.

### Malawi
1967. Jehovas Vidner i Malawi blev i tusindvis overfaldet og slået af politi og civile, fordi de nægtede at købe partikort af Malawi Congress Party.

### Russiske Føderation
I den Russiske Føderation bliver mange grupper udsat for chikane, arrestationer, og får deres publikationer bandlyst fordi de er ekstremistiske. Jehovas Vidner hører til denne gruppe. At være en af de omkring 170.000 tilhængere af Jehovas Vidner i Rusland, at afholde møde, eller at uddele publikationer, er grund til arrestation.
I 2004 blev nogle Jehovas Vidner fyret, fordi de tilhører en sekt....
Den 8.december 2009 overtog Ruslands højesteret sager fra andre domstole og dømte 34 publikationer, som Jehovas Vidner udgiver i alle lande, som ekstremistiske. Herunder bladet Vagttårnet og børnebogen Min Bibelhistoriebog. Højesteret stadfæstede domme om konfiskation af flere ejendomme. Jehovas Vidners publikationer er sortlistet i hele den Russiske føderation.
Senere blev flere vidner stævnet, fordi de var i besiddelse af disse publikationer eller forkyndte deres budskaber. På en pressekonference i Moskva erklærede ECHR denne praksis i strid med Menneskerettigheder i foråret i 2011 af European Court of Human Rights (ECHR).
Den 28. juni instruerede domstolen anklagerne om, at retsforfølgelsen skal være mere specifik, og hvis det ikke kan bevises, at et individ uddeler disse publikationer for at ytre had, så burde anklagen ikke blive bragt for retten. Instruktionen gik ud på at kun ved at opfordre til "had, folkemord, gruppe undertrykkelse, udvisning, eller at udføre disse illegale handlinger ved brug at vold" imod grupper, kan anføres som grund for retsforfølgelse. "Kritik på politiske organisationer mod ideologi eller religiøse overbevisning, mod nationale eller religiøse traditioner... bør ikke betragtes som handlinger mod, eller opfordring til had og fjendskab."
Imidlertid er der stadig sager, som myndighederne forbereder imod enkelte Jehovas Vidner, som ikke falder under denne kategori. 
I Moskva blev Jehovas Vidner erklæret for et illegalt trosamfund. De har ikke tilladelse til at eje bygninger for tilbedelse og er bandlyst for at praktisere deres tro. Politiet har med razziaer aflyst møder og sat hele menigheder i fængsel.
I april 2017 blev Jehovas vidners landsorganisation forbudt i hele føderationen og erklæret ekstremistisk i linje med Islamisk Stat, al-Qaeda og militante oprørsgrupper i Nordkaukasus. Dette hidtil usete skridt fra myndighederne mod denne "totalitære religiøse sekt" har givet frygt blandt andre protestantiske grupper som baptister, adventister og Pinsekirken der har slået alarm på grund af det.

#### Dansk statsborger
En dansk statsborger, Dennis Christensen, der er russisk gift og bor i Rusland, blev anholdt den 25. maj 2017 under en fælles bibelstudie med trosfæller og varetægtsfængslet i Orjol. Ifølge FSB leder Dennis Christensen den lokale religiøse organisation (LRO) af Jehovas Vidner i Orjol. Anklagerne har dog ikke fremlagt beviser for denne påstand, og lokale medier modsiger dette også. Christensen blev anklaget for artikel 282.2, styk 1, i Den Russiske Føderations straffelov - "organisering af aktiviteter af en ekstremistisk organisation", hvis straf kan være fra 6 til op til 10 års fængsel.
Christensens varetægtsfængsling blev først i november 2017 med tre måneder forlænget, og den 22. februar 2018 blev hans varetægtsfængsling forlænget til 1. august 2018.
tidslinje: Fængslet på grund af deres tro Arkiveret 16. marts 2018 hos  Wayback Machine - hentet 4. marts 2018

### Singapore
Regeringen i Singapore har siden 1972 forbudt Jehovas Vidner og erklæret deres organisation som ulovlig. I 2002 blev 30 Jehovas Vidner fængslet i militærlejre, fordi de nægtede at gøre militærtjeneste. Siden 2000 blev 15 vidner hjemsendt, fordi de ikke sang med på nationalsangen eller for at nægte at deltage i flagceremonien.

### Sovjetunion
Indenrigsminister Viktor Semyonovich Abakumov forslog Stalin, at Jehovas Vidner burde deporteres. I april 1951, over 9.000 Jehovas Vidner blev deporteret til Sibirien under planen "Operation Nord". Huse, rigssale, kontorer osv. blev konfiskeret. Selv om alle aktiviteter samt Vagtårnsselskabets litteratur blev forbudt undrede det KGB og sendte agenter for at infiltrere hovedkontoret i Brooklyn.

### Tyskland
.
I 1931 og 1932 var der over 2000 retslige skridt mod Jehovas Vidner i Tyskland, først ved officielt at afskedige dem fra arbejdsmarkedet; forfølgelse blev intensiveret i 1933 og fortsatte til 1945.
Den 4. oktober 1934 sendte alle Jehovas Vidners menigheder i Tyskland en protesttelegram til Adolf Hitler med en advarsel om udslettelse. Dr. Frick viste d. 7. oktober 1934 Hitler en række protesttelegrammer hvori Bibelstudenterne protesterede mod Det Tredje Riges forfølgelse af den Internationale Bibelforskerforening (tysk: Internationale Bibelforschervereinigung).
| Citat | Ihre schlechte Behandlung der Zeugen Jehovas empört die guten Menschen und entehrt Gottes Namen. Hören Sie auf Jehovas Zeugen weiterhin zu verfolgen sonst wird Gott Sie und Ihre nationale Partei vernichten. | Citat |
|       | |       |

Jehovas Vidner nægtede at deltage i voldshandlinger eller at anvende militærmagt. . . . Jehovas Vidner ville være politisk neutrale, hvilket indebar, at de hverken ville stemme på Hitler eller sige ’Heil Hitler’. Dette fremkaldte nazisternes vrede og gjorde Jehovas Vidner til et udsat angrebsmål da "nationalsocialismen ikke kunne tolerere en sådan afvisning". Jehovas Vidner blev efter løsladelse rutinemæssigt straks arresteret for at retsforfølge dem igen.
Hitler lovede til gengæld:
| Citat | „Denne fjende af Stortyskland, denne yngel af internationale bibelstudenter, skal udryddes i Tyskland!“ - øjenvidneberetninger af Karl R. A. Wittig | Citat |
|       | |       |

Det var ikke en tom trussel: SS behandlede Jehovas Vidner med sadisme. De blev udsat for fysisk og mental vold.
Den tyske avis Der Deutsche Weg (Den Tyske Vej) citerede den 29. maj 1938 Hitler:
| Citat | Disse såkaldte alvorlige bibelstudenter [Jehovas vidner] er urostiftere; . . . jeg betragter dem som charlataner; jeg vil ikke tåle at de tyske katolikker skal udskældes på en sådan måde af denne amerikaner, dommer Rutherford; jeg opløser [Jehovas Vidner] i Tyskland | Citat |
|       | |       |

På grund af, at de nægtede at ære Nazi-partiet og tjene i Tysklands militær, blev mere end 12.000 Jehovas Vidner arresteret, sendt til Koncentrationslejre og tortureret. Cirka 2000 Vidner døde i lejrene. The United States Holocaust Resource Center estimerer at der døde mellem 2.500 og 5000 Jehovas Vidner i lejrene og fængslerne. Mere end 200 mænd blev dømt og henrettet for at nægte militærtjeneste."
Selv om Jehovas Vidners aktiviteter har været iøjnefaldende i Tyskland, var det først den 25. marts 2005 i Berlin at trosamfundet officielt blev anerkendt.
En tysk maler Johannes Steyer malede forfølgelsen af Jehovas Vidner i en serie, som kom til at hedde Buchenwaldserien. 

### Usbekistan
Jehovas Vidner bliver hyppigt arresteret, truet med voldtægt, deres litteratur brændt, og møder forstyrret.